# Osvaldo Colarusso
Osvaldo Colarusso (São Paulo, 26 de maio de 1958) é um maestro brasileiro.

## Biografia
Iniciou seus estudos musicais na Escola Municipal de Música, onde estudou trompa e matérias teóricas. Foi aluno de Eleazar de Carvalho (regência de orquestra) e de Michel Philippot (composição). Posteriormente, aperfeiçoou-se com Genady Roshdestvensky na Academia Chiggiana de Siena (Itália).
Desde 1980, atuou como maestro convidado das mais importantes orquestras do país: Orquestra Sinfônica Brasileira, Orquestra Sinfônica do Estado de São Paulo, Orquestra Sinfônica de Porto Alegre, Orquestra Sinfônica do Teatro Nacional de Brasília, Orquestra Sinfônica da Bahia, Orquestra Petrobrás Sinfônica,  Orquestra do Theatro Municipal do Rio de Janeiro, Orquestra Sinfônica Municipal de São Paulo e inúmeras outras.
Seu debut foi frente à Orquestra Sinfônica do Teatro Municipal de São Paulo em maio de 1980. Na ocasião foi premiado pela APCA como melhor maestro de orquestra da temporada. Por seis temporadas foi maestro do Coral Lírico do Teatro Municipal de São Paulo (1980-1985), o que lhe valeu inúmeros prêmios por suas execuções de grandes obras corais tais como Les Noces de Stravinsky, Ein Deutsches Requiem de Brahms e Missa em dó menor de Mozart. 
De 1985 a 1998, foi regente da Orquestra Sinfônica do Paraná, com a qual realizou mais de 300  récitas de concertos, ballets e óperas. Seus concertos comentados marcaram época em Curitiba assim como as diversas óperas que regeu no Teatro Guaíra como Don Giovanni e A flauta mágica de Mozart, La Bohéme de Puccini, La cenerentola e O barbeiro de Sevilha de Rossini, Carmen de Bizet  (primeira audição brasileira da versão original), Os sete pecados capitais de Weill, etc. Ainda em Curitiba, por mais de 20 anos (de 1998 até 2019), produziu a maior parte dos programas de música clássica da Rádio Educativa do Paraná, estabelecendo co-produções com importantes rádios europeias. 
A partir de 1999 regeu a Orquestra Sinfônica Brasileira em dezenas de ocasiões, no Theatro Municipal, Sala Cecília Meirelles e Projeto Aquarius  e por muito tempo atuou anualmente à frente da Orquestra Petrobrás Sinfônica do Rio de Janeiro. Seus concertos contam sempre com um repertório vasto, realizou diversas estréias brasileiras de grandes obras do século XX de autores como Schoenberg (Música para uma cena de um filme), Hindemith (a série de Kammermusik)  e Tippett (Concerto tríplice) e com a participação de solistas do nível de Nelson Freire, Dang Thai Son, Mikhail Rudy, Daivd Garret, Miha Pogagnik, Eva Nievergelt, Richard Markson, Arnaldo Cohen, Artur Moreira Lima, Yara Bernette entre muitos outros.Atuou com frequência no Teatro Municipal do Rio de Janeiro dirigindo concertos, óperas e Ballets como Onegin, A bela adormecida, Quebra nozes de Tchaikovsky e a estréia brasileira, e sul americana, de Erwartung de Arnold Schoenberg, na temporada de 2005.
Continua a atuar como professor, já tendo atuado nesta atividade na Escola de Belas artes do Paraná, Universidade Positivo e nas Oficinas de música de Curitiba.

## Prêmios
- APCA de Melhor Regente[1]